# Туманні обчислення

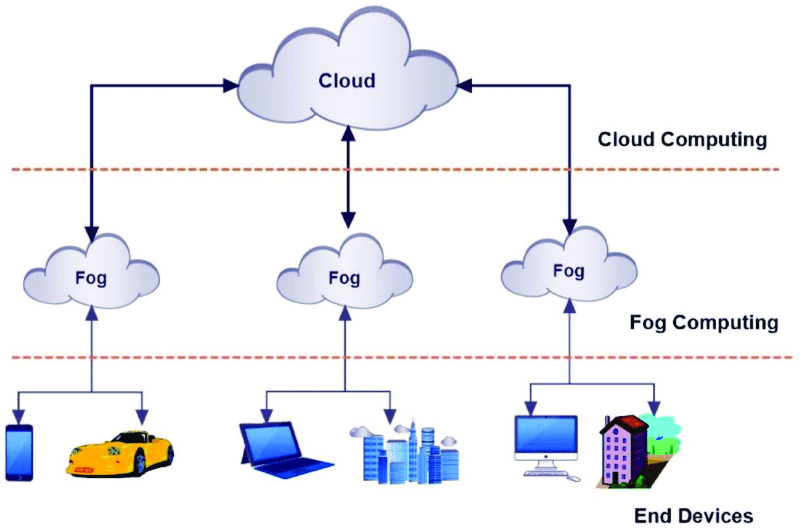
Fog computing

Туманні обчислення — це модель, яка забезпечує обчислення та зберігання даних між кінцевими пристроями та традиційними центрами хмарних обчислень. Туманні обчислення — концепція, за якою частина даних оброблюється в локальних мережах, а не виключно в дата-центрі. Будь-який пристрій, що має обчислювальні здібності, сховище та мережу підключення, може бути вузлом туману. Приклади пристроїв включають промислові контролери, комутатори, маршрутизатори, вбудовані сервери та камери відеоспостереження.

## Історія
У 2011 році виникла потреба у розширенні хмарних обчислень за допомогою туманних обчислень, щоб впоратися з величезною кількістю пристроїв IoT та великими обсягами даних для реальних програм із низькою затримкою.
19 листопада 2015 року Cisco Systems, ARM Holdings, Dell, Intel, Microsoft та Princeton University створили консорціум OpenFog для просування інтересів та розвитку в туманних обчислень. Керуючий директор Cisco-старший Гельдер Ентюнес став першим головою консорціуму, а головний голова IoT-стратег Джефф Феддерс став його першим головою

## Основні характеристики туманних обчислень[4]
- Поінформованість про місце знаходження пристрою.
- Низька затримка. Оскільки туманні обчислення знаходиться ближче до кінцевих пристроїв, вони забезпечують меншу затримку при обробці даних кінцевих пристроїв.
- Мобільність. Для багатьох програм Fog важливо спілкуватися безпосередньо з мобільними пристроями, і підтримках відповідних протоколів (наприклад, LISP).[1]
- Взаємодія в режимі реального часу. Програми для туманних обчислень забезпечують взаємодію між вузлами у режимі реального часу, а не пакетної обробки, що використовується в хмарних обчисленнях.
- Сумісність. Вузли туманних обчислень можуть взаємодіяти та працювати з різними доменами та постачальниками послуг.

## Переваги туманних обчислень[5]
- Контроль конфіденційності. Завдяки туманним обчисленням ви можете краще контролювати рівень конфіденційності. Ви можете обробляти та аналізувати чутливі дані локально, а не надсилати їх до централізованої хмари для аналізу.
- Підвищення продуктивності. Туманні обчислення допомагають підвищити продуктивність і збільшити швидкість бізнес-процесів. Вони можуть дозволити пошук лише тих даних, які потребують негайної взаємодії людини, а не всіх даних, скорочуючи час і зусилля, необхідні для пошуку потенційних проблем.
- Безпека даних. Туманні обчислення дозволяють під'єднати до мережі кілька пристроїв. Замість одного централізованого місця, яке може стати вразливим, діяльність відбувається між різними локальними кінцевими точками, що полегшує ідентифікацію загроз, таких як заражені файли, потенційні хаки або зловмисне програмне забезпечення.

## Недоліки туманних обчислень
- Складність. Система, яка включає в себе безліч пристроїв, які зберігають і аналізують власні дані, які можуть бути розташовані в будь-якому місці, в будь-який час, додає складності мережі, яка колись надсилала всі свої дані до централізованого місця.
- Ризики. Збільшення кількості з'єднань означає збільшення ризиків. Завдяки численним пристроям і численним користувачам, ризик виходу зіпсованих або заражених файлів, додатків або інформації в основний потік даних компанії різко зростає.
- Локальні дані. Використовуючи туманні обчислення, великий об'єм даних зберігається на самих пристроях. Ці пристрої часто знаходяться за межами фізичного місцезнаходження офісу, і багато компаній або менеджерів підприємств вважають, що ця конфігурація збільшує ризик порушення даних.